# SerenityOS
 (juillet 2024).
La mise en forme du texte ne suit pas les recommandations de Wikipédia : il faut le « wikifier ».
Les points d'amélioration suivants sont les cas les plus fréquents :
- Les titres sont pré-formatés par le logiciel. Ils ne sont ni en capitales, ni en gras.
- Le texte ne doit pas être écrit en capitales (les noms de famille non plus), ni en gras, ni en italique, ni en « petit »…
- Le gras n'est utilisé que pour surligner le titre de l'article dans l'introduction, une seule fois.
- L'italique est rarement utilisé : mots en langue étrangère, titres d'œuvres, noms de bateaux, etc.
- Les citations ne sont pas en italique mais en corps de texte normal. Elles sont entourées par des guillemets français : « et ».
- Les listes à puces sont à éviter, des paragraphes rédigés étant largement préférés. Les tableaux sont à réserver à la présentation de données structurées (résultats, etc.).
- Les appels de note de bas de page (petits chiffres en exposant, introduits par l'outil «  Source ») sont à placer entre la fin de phrase et le point final[comme ça].
- Les liens internes (vers d'autres articles de Wikipédia) sont à choisir avec parcimonie. Créez des liens vers des articles approfondissant le sujet. Les termes génériques sans rapport avec le sujet sont à éviter, ainsi que les répétitions de liens vers un même terme.
- Les liens externes sont à placer uniquement dans une section « Liens externes », à la fin de l'article. Ces liens sont à choisir avec parcimonie suivant les règles définies. Si un lien sert de source à l'article, son insertion dans le texte est à faire par les notes de bas de page.
- La présentation des références doit suivre les conventions bibliographiques. Il est recommandé d'utiliser les modèles {{Ouvrage}}, {{Chapitre}}, {{Article}}, {{Lien web}} et/ou {{Bibliographie}}. Le mode d'édition visuel peut mettre en forme automatiquement les références.
- Insérer une infobox (cadre d'informations à droite) n'est pas obligatoire pour parachever la mise en page.

Pour une aide détaillée, merci de consulter Aide:Wikification.
Si vous pensez que ces points ont été résolus, vous pouvez retirer ce bandeau et améliorer la mise en forme d'un autre article.
SerenityOS est un projet de système d'exploitation libre et gratuit, type Unix, initié par Andreas Kling. Il n'est pas basé sur Linux, ni BSD, mais a été créée à partir de zéro (from scratch). Il a pour vocation à apporter un système d'exploitation récent à un public désireux de retrouver l'apparence et le design informatique des années 90.

## Histoire
Ancien développeur d'Apple et de Nokia, Andreas Kling se trouve le développement informatique comme grande passion pour échapper à son addiction aux stupéfiants. Développé à partir de la seconde moitié des années 2010, par Kling lui même, tout seul, pendant plusieurs années, sur son temps libre. À partir de 2021, une communauté se compose autour du projet, et Kling s'y investit à plein temps. En 2024, Kling cessa de travailler sur ce projet, s'investissant pleinement sur Ladybird, le navigateur issu du projet.

## Financement
Pour l'encourager dans ses projets SerenityOS et Ladybird, Kling reçut une première fois 100 000 $ dollars à l'été 2023, puis quelques jours plus tard, la même somme. Un an après, en 2024, le fondateur de GitHub lui fait une donation d'un million de dollars.

## Fonctionnement
SerenityOS vise à apporter un système récent, à l'apparence rétro des années 90, compatible Unix, pour tout types d'usages. SerenityOS a un mode de fonctionnement très particulier, dans le sens où il n'y a pas de sorties de versions régulières, ni distribution de binaires pour le projet. Le système est développé en SerenityC++, une variante de C++ lancée par ses développeurs. À la moitié des années 2020, la popularité de SerenityOS, et de son navigateur Ladybird, sont mises en avant par les vidéos Youtube fréquentes de Kling.

## Réception
SerenityOS est souvent comparé au système TempleOS, fait lui aussi par un unique ingénieur, sans aide extérieure.